# Fanciullo con l'abbecedario e un dito in bocca
Il Fanciullo con l'abbecedario e un dito in bocca è un dipinto a olio su tavola (45,5x32,5 cm) del Parmigianino, databile al 1530 circa e conservato in collezione privata. 

## Storia e descrizione
L'opera è ricordata nell'inventario dei beni di Barbara Sanseverino del 1612, così descritto: «...del Parmesanino che mostra una puttacon un dito in bocca e una tola in brazzo». venne poi esposta nel Palazzo del Giardino, venendo qui menzionata nell'inventario del 1680: «una testa di un puttino con capelli annodati, che tiene un dito della sinistra in bocca e con la destra la tela dell'alfabeto, del Parmigianino». In quello del 1785 veniva invece definita come un "abbozzo di fanciullo che scherza". 
L'opera entrò in seguito nel mercato privato e venne pubblicata dalla Frölich-Bum nel 1930 quando si trovava nella collezione Frey di Parigi, e di nuovo a Freedberg (1950) quando era nella Galleria Gouldstikker ad Amsterdam. Per quegli studiosi l'attribuzione al Parmigianino fu unanime, ma Quintavalle nel 1943 la ritenne "copia da". 
Ignorato da Rossi (1980) e Gould (1994), fu invece considerato da Di Giampaolo (1991) come uno dei capolavori dell'artista, caratterizzato da una pennellata veloce, un'espressione teneramente ammiccante e una capigliatura nervosa, elementi tipici del migliore repertorio dell'artista.